# Gauche chrétienne
 (août 2018).
La gauche chrétienne désigne l'ensemble des mouvements chrétiens agissant dans la sphère politique aux côtés de la gauche. La gauche chrétienne est présente dans le catholicisme, le protestantisme et le christianisme évangélique.

## Doctrine
Le socialisme chrétien tire sa source du message de Jésus-Christ dans les évangiles, en particulier le sermon sur la montagne. Il se base sur l’idée d’égalité entre Hommes (égalité des âmes), la fraternité entre Hommes (tous frères car « fils de Dieu ») et la dignité humaine (les hommes sont faits « à l’image de Dieu »). Il prône en particulier un certain détachement personnel des richesses et plaisirs matériels (accusés de détourner l’Homme du Bien) et l’aide aux plus pauvres et persécutés.
Le socialisme chrétien s'exprime principalement à travers deux courants :
- un courant réformiste qui compte sur la réforme de la société sous l'égide de l'État. Une fois levée (principalement au sein de la lutte commune contre le fascisme) une certaine défiance réciproque entre chrétiens et socialisme, ce courant s'est fondu dans la social-démocratie.
- un courant associationniste, hérité des socialismes utopiques, qui compte plus sur l'action de la société civile (associations, syndicats) voire la mise en place d'un système économique alternatif par l'initiative des citoyens (coopératives, expériences communautaires et autogestion, systèmes d'échanges locaux).

### Histoire

#### Fondement idéologique
Des tentatives « socialistes » (le mot socialiste est difficile à définir avant la formation d’une économie capitaliste) peuvent être relevées dans des mouvements chrétiens dissidents combattus par l’Église au Moyen Âge et à la Renaissance, mais aussi dans certains ordres mendiants intégrés dans l'Église catholique romaine, en particulier les franciscains. La colonisation de l’Amérique latine par l’Espagne catholique permet à l’ordre des Jésuites de tenter une expérience socialiste souvent considérée comme précurseur du socialisme utopique : la mission jésuite du Paraguay aux XVIIe et XVIIIe siècles.

#### Du siècle des Lumières à la Révolution française
À la fin XVIIIe et au début XIXe siècle, deux évènements majeurs vont entraîner la formation de courants sociaux chrétiens. En réaction à la Révolution de 1789, l'Église catholique romaine s'aligne sur une ligne contre-révolutionnaire (sauf des exceptions telle celle du « curé rouge » Jacques Roux). Toutefois, l'industrialisation capitaliste entraîne l’Église à contester le capitalisme sur une base théologique (le rejet du matérialisme) et pratique (la dénonciation des conséquences du capitalisme sur la condition ouvrière).

#### AuXIXesiècle

##### Sous la restauration bourbonnienne
Naît alors, dans les années 1820-1830, le courant chrétien social (catholicisme social et protestantisme social) qui, souvent s’oppose aussi bien au libéralisme politique qu’au libéralisme économique, mais aussi au socialisme politique tout court.

##### Sous la monarchie de Juillet (1830-1848)
En France, la position la plus avancée du mouvement catholique social est représentée par le socialiste romantique Félicité de Lammenais (qui accepte l’héritage de 1789 et sera élu député en 1848) et la revue L'Avenir (fondée en 1830 avec Henri Lacordaire et le comte de Montalembert) condamnée par le Pape en 1832. Puis par la revue L'Ère nouvelle, de l’abbé Maret, Frédéric Ozanam (fondateur de la Société de Saint-Vincent-de-Paul en 1833) et Lacordaire (et aussi Buchez), qui réclame une prise en compte de la misère sociale. Sans oublier la célèbre enquête sociale d’Alban de Villeneuve-Bargemont. Ils établissent une doctrine catholique sociale pour laquelle la charité ne résoudra pas seule le problème social, dont la solution passe aussi par des réformes de fond qui doivent intégrer l’humanisme chrétien au cœur du monde du travail (droit d'association, droit de grève, salaire minimum, etc.).

##### De la révolution de 1848 à la guerre de 1870
Se développe aussi un véritable courant socialiste chrétien, qui accepte pleinement la démocratie, avec Philippe Buchez, fondateur en 1840 de L'Atelier (1840-1850), premier journal ouvrier ; Pierre Leroux ; le fouriériste catholique Louis Rousseau. Traditionnellement classé au sein des socialismes utopiques, ce courant s’exprimera pendant la révolution de 1848, brève période de réconciliation de l’Église catholique et du prolétariat ouvrier[réf. nécessaire]. Il influencera notamment des écrivains tels que George Sand ou Dostoïevski ou le député de l'Aveyron Pierre Pradié.
Politiquement coincée entre la condamnation des théories politiques nouvelles par le Pape (le Syllabus en 1864) et un mouvement socialiste européen de plus en plus révolutionnaire et structuré par l'anarchisme et le marxisme (après 1870), la nouvelle génération de chrétiens sociaux représentée par Armand de Melun, Léon Harmel ou Albert de Mun et ses cercles catholiques ouvriers, prône moins un socialisme que des réformes sociales, mâtinées de corporatisme. Le message du Christ étant universel, et ne pouvant être classé ou estampillé d'un courant politique quel qu'il soit, il devient en effet difficile de tenir socialisme et réformes sociales, ces dernières étant une nécessité qui transcende tout courant politique.

##### Sous les débuts de la III république
Ainsi, lors des discussions de la loi Waldeck-Rousseau de 1884 sur les syndicats, Albert de Mun défend un projet de « syndicat mixte », mêlant ouvriers et patrons, ce qui lui vaut les attaques du radical Clemenceau. Dix ans plus tard, à l'occasion d'une intervention à la Chambre des députés de Jaurès, qui fait suite à des perquisitions opérées chez un « anarchiste » de retour des grèves de Carmaux en vertu des « lois scélérates », Albert de Mun interrompt ainsi l'orateur :
« M. le comte Albert de Mun. — Il n’y a pas de socialisme chrétien. (Rires et applaudissements ironiques à l’extrême gauche.)

M. Jaurès. — Monsieur de Mun, je suis entièrement d’accord avec vous, si vous voulez constater qu’il y a incompatibilité absolue entre le principe d’autorité représenté par l'Église, telle que vous la servez, et le principe d’universel affranchissement qui se résume pour nous dans la doctrine socialiste.

(…)
M. Jaurès. — Si je vous ai appelé socialiste chrétien, monsieur de Mun, — un mot contre lequel, au point de vue philosophique, vous avez le droit de protester, — c’est d’abord parce que c’est ainsi que le mouvement que vous avez inauguré est communément nommé dans les discussions politiques, et ensuite parce qu’en effet vous avez essayé d’emprunter au socialisme tout ce que vous pouviez lui emprunter pour restaurer dans ce pays-ci l’influence du christianisme constitué à l’état d’Église.

M. le comte de Mun. — C’est tout le contraire. »
Les chrétiens sociaux vont ainsi demeurer longtemps suspects aux yeux des socialistes, ne serait-ce qu’en raison de l’origine souvent royaliste (légitimiste, donc contre-révolutionnaire) de ce courant, de nostalgies du temps précapitaliste et de certains accents paternalistes : l’Action française, dont était membre René de La Tour du Pin, l'auteur de Vers un ordre social chrétien, prendra un tournant monarchiste et ouvertement réactionnaire avec l'influence de Charles Maurras en 1900, peu après l'affaire Dreyfus qui voit la gauche affronter, quelques années après la Commune de Paris, le « sabre et le goupillon ». L'anticléricalisme républicain (lois Jules Ferry, puis le gouvernement d’Émile Combes et les Inventaires) accentue cette fracture entre catholicisme et réformes sociales

## La gauche chrétienne auXXesiècle: deRerum novarumà la théologie de la libération

### DeRerum novarumà la première guerre mondiale (1914-1918)
En 1891, le Pape Léon XIII publie l'encyclique Rerum novarum qui reconnaît notamment (en exergue) la notion de juste salaire et la nécessité de réformes, qui donnera naissance après la Seconde Guerre mondiale au courant démocrate-chrétien, pouvant prendre des formes sociales comme des formes libérales. D’où un foisonnement d’initiatives et d’associations telle la Ligue du Coin de terre et du foyer créée en 1896 par l’abbé Lemire. Sous sa forme sociale puis progressivement socialiste, le mouvement est incarné en France par Le Sillon de Marc Sangnier (1894), condamné par le Pape en 1910 et transformé en mouvement Jeune République (1912), qui soutiendra le Front populaire en 1936. En revanche, les chrétiens déclarés sont peu nombreux dans le mouvement socialiste compte tenu de la tradition laïque du mouvement républicain. Ils ne sont cependant pas totalement absents, à l’image de Charles Péguy.

### En Allemagne et au Royaume-Uni à la fin du XIXe siècle
Le courant socialiste chrétien est fort en Grande-Bretagne et en Allemagne, avec notamment monseigneur Ketteler qui, en 1864, condamne la loi d'airain du salaire et défend des associations ouvrières proches de syndicats (dans La question ouvrière et le socialisme).

### Dans l'entre les deux guerres de 1918 à 1939
Au XXe siècle, l’effort de reconquête du monde ouvrier par l’Église catholique à travers le syndicalisme (en France, la CFTC créée en 1919), la Jeunesse ouvrière chrétienne (JOC), puis le mouvement des prêtres ouvriers amènent à développer un véritable courant chrétien social (et non socialiste, ce qui n'est pas la même chose). La lutte commune au sein de mouvements de résistance antifascistes (en France, Italie, Allemagne notamment) entre chrétiens, socialistes et communistes ouvrent la voie à des synthèses plus audacieuses.

## La gauche chrétienne en France après la Seconde Guerre mondiale
En France, ce sont, dans les années 1950, les chrétiens « compagnons de route » du Parti communiste français ; le personnalisme d'Emmanuel Mounier, incarné dans la revue Esprit (fondée en 1932) ; la revue Témoignage chrétien ; l'association La Vie nouvelle... La pensée de Mounier se diffusa dans les années 1970, y compris à l'étranger, influençant par exemple l'Espagnol Alfonso Carlos Comín, qui finit par devenir membre du Parti communiste espagnol.
Par ailleurs, les courants protestants sont aussi fortement impliqués, avec la création de la Cimade pendant la guerre, qui deviendra l'une des principales associations d'aide aux étrangers en situation irrégulière, puis celle du Mouvement français pour le planning familial, qui finira par militer pour le droit à l'avortement et à la contraception, s'alliant pour l'occasion avec la CFDT.
Puis, la participation des chrétiens à la « Nouvelle gauche » représentée par le PSU (avec par exemple la figure d'André Philip), à travers notamment la CFDT (créée en 1964 la majorité de la CFTC), les mouvements spécialisés (JAC, CNJA, JOC), des expériences autogestionnaires (telle celle de Marcel Barbu, candidat à l’élection présidentielle de 1965) ouvrent la voie à la participation de nombreux chrétiens au mouvement de mai 1968 et aux nouvelles formes de luttes pour la transformation de la société (féminisme, écologie, pacifisme avec l’exemple de Lanza del Vasto, etc.).

## La théologie de la libération
La théologie de la libération naît en Amérique latine après la révolution cubaine (1959), d’une synthèse entre marxisme et christianisme.

## La gauche chrétienne en Europe
En Europe, particulièrement en France, le sociologue Jean-Louis Schlegel estime en 2012 que « de gauche chrétienne visible et agissante en politique, il n’y en a plus » ; néanmoins Denis Pelletier, autre sociologue, remarque qu’à gauche dans « la mouvance altermondialiste, en faveur des immigrés et des sans-papiers ou plus largement [dans] des mouvements sociaux […], les chrétiens pratiquants demeurent très présents, mais sans mettre en avant leur foi ».
Les chrétiens de gauche sont surtout présents dans le socialisme chrétien avec des individus engagés au sein du mouvement socialiste pour lesquels la religion a joué un grand rôle dans leurs engagements mais ces personnalités les plus influentes sont souvent âgées (comme le catholique Jacques Delors) ou mortes ces dernières années (comme le protestant Michel Rocard). Toutefois, il existe le courant des « Poissons roses » au PS qui s’est revendiqué, à sa création en 2010, comme inspiré par les principes de la foi chrétienne,,. Laurence Tcheng, l’une des premières porte-parole de la Manif pour tous, est proche du mouvement des Poissons roses.
L’Église catholique ne donne aucune consigne de vote aux différentes élections mais, par l’intermédiaire de la Conférence des évêques de France, met à disposition des éléments de discernement pour choisir « les projets qu’une société doit se donner ». La perte de voix entre 2007 et 2014 dans l’électorat chrétien du candidat de gauche peut s’expliquer par le programme et la position de François Hollande sur les questions de société (remise en cause de la loi Leonetti, questions sur la famille et le « mariage pour tous », autorisations de la recherche sur les cellules souches embryonnaires, multiplication des centres pour procéder à l’IVG…),.

### Christianisme de Gauche: France

#### Fondement idéologique
Les Poissons roses sont un courant chrétien minoritaire à l'intérieur du parti socialiste comprenant 1000 sympathisants et 150 adhérents. Il se réclame du personnalisme d'Emmanuel Mounier et Paul Ricoeur. Même présentes, les références chrétiennes n'apparaissent pas explicitement dans les textes, il pratique la théologie de l'enfouissement.

#### La théologie de l'enfouissement
La théologie de l'enfouissement caractérise la théologie en vigueur dans l'église catholique en France et en Belgique de l'après Seconde Guerre mondiale au seuil des années 1990. Elle se caractérise par le caractère confidentiel voire tabou de la foi chrétienne qu'il s'agit de dissimuler afin de ne pas choquer les autres religions et surtout les incroyants très nombreux dans les milieux de la gauche militante et de la vie associative comme le secours catholique.

## La gauche chrétienne en Amérique du Sud
Au Chili, des militants issus de la gauche catholique prirent part en 1965 à la fondation du Mouvement de la gauche révolutionnaire aux côtés de militants marxistes et anarchistes. L'organisation est notamment connue pour sa résistance à la dictature du général Pinochet. Le Mouvement d'action populaire unitaire est lui issu d'une scission de gauche de la démocratie chrétienne en 1969 et intégra l'Unité populaire conduite par Salvador Allende.

## La gauche chrétienne en Amérique du Nord
En Amérique du Nord, la gauche évangélique s'est développé principalement aux États-Unis, avec l'immigration d'anabaptistes qui ont lutté contre l’establishment et milité pour la démocratie et la participation de chaque être humain au XVIe siècle . D'autres mouvements ont été significatifs, comme l'abolitionnisme au Royaume-Uni du 18e siècle et l'abolitionnisme aux États-Unis du 19e siècle. En raison de la polémique fondamentaliste du début du XXe siècle, le mouvement et le militantisme social ont perdu de leur élan. Cependant, à la fin des années 1940, des théologiens évangéliques du Séminaire théologique Fuller fondé à Pasadena, en Californie, en 1947, ont défendu l'importance chrétienne du militantisme social. Elle connut un nouvel élan dans les années 1960 avec la fondation de la Conférence du leadership chrétien du Sud en 1957, dirigée par le pasteur baptiste Martin Luther King Jr. .